# Tre giorni d'anarchia
Pour plus de détails, voir Fiche technique et Distribution.
Tre giorni d'anarchia est un film dramatique italien sorti en 2004, réalisé par Vito Zagarrio.

## Synopsis
Entre la chute du fascisme et l'arrivée des Américains, un petit bourg de Sicile vit trois jours sans autorité civile en 1943.

## Fiche technique
- Titre orignal italien : Tre giorni d'anarchia
- Réalisation : Vito Zagarrio
- Scénario : Vito Zagarrio
- Genre : drame, film historique
- Musique : Pivio et Aldo De Scalzi
- Production : Silvana Leonardi, Silvia Geminiani, Vincenzo Di Marino pour Artimagiche & Cavaladiga
- Photographie : Pasquale Mari
- Format d'image : 2,35 : 1
- Montage : Roberto Missiroli
- Durée : 96 minutes
- Effets spéciaux : Guido Pappadà
- Décors : Adolfo Recchia
- Costumes : Elena Del Guerra
- Pays de production :  Italie
- Année de sortie : 2004
  - France : 31 octobre 2005 (Festival du film italien de Villerupt)[1]

## Distribution
- Enrico Lo Verso : Giuseppe
- Tiziana Lodato : Pina
- Marica Coco : Anna
- Salvatore Lazzaro : Toni
- Gaetano Aronica : Salvatore
- Luigi Maria Burruano : don Mimì
- Renato Carpentieri : don Vito Gallo
- Nino Frassica : docteur Puglisi
- Rosa Pianeta : donna Rosa
- Giacinto Ferro : don Calò
- David Coco : Pasquale
- Roberto Purvis : Joe
- Claudio Undari (pour sa dernière apparition au cinéma)